# Le Conseiller secret
Le Conseiller secret est une nouvelle d’Anton Tchekhov, parue en 1886.

## Historique
Le Conseiller secret est initialement publiée dans la revue russe Temps nouveaux, numéro 3657, du 6 mai 1886, signée An.Tchekhov.

## Résumé
En 1870, ma mère Klavdia Arkihipovna reçut une lettre de son frère Ivan lui annonçant sa venue pour l’été. Ne pouvant pas, pour raisons financières, prendre ses congés d’été à l’étranger pour soigner son foie malade, il allait les passer chez nous.
Ivan est conseiller secret dans la table des rangs, et la venue d’un si haut personnage dans la maison est source de bien des tracas pour les habitants : lavage de la maison, badigeonnage des murs en blancs, nouveau costume pour moi et Pobédimski mon percepteur, migraines à répétitions pour ma mère.
Ivan arrive. C’est un homme simple, presque un vieillard, que la vie à la campagne enchante, du moins au début. Les premières semaines, il s’enferme pour travailler, mais peu à peu il se joint à nos soirées. Il est visiblement sensible aux charmes de Tatiana, la femme de notre intendant, et voudrait la ramener avec lui à Saint-Pétersbourg. Son mari Fiodor ne l’entend pas ainsi. Cela se termine par une altercation où mon oncle doit quitter la pièce, et Pobédimski a le bras cassé par Fiodor.
Puis, c’est la visite inopinée du gouverneur. En son honneur, on massacre pour le dîner tous les animaux de la basse-cour. Le lendemain, Ivan reproche à ma mère sa conduite avec le gouverneur, et les sauces qui ont été servies. Ma mère n’en peut plus. Elle donne à son frère les trois mille roubles qu’il lui faut pour partir à l’étranger.
Sur le quai de la gare, il ne me reconnaît pas, mais je me souviendrai de ses « Dieu m’est témoin ».

## Note
1. ↑  Voir Dictionnaire Tchekhov, Page 57, Françoise Darnal-Lesné, Édition L'Harmattan, 2010,  (ISBN 978 2 296 11343 5)
2. ↑  Troisième sur une échelle de quatorze, équivalent au grade de général.

## Édition française
- Le Conseiller secret, traduit par Madeleine Durand et Édouard Parayre, révision de Lily Dennis, éditions Gallimard, Bibliothèque de la Pléiade, 1967  (ISBN 978 2 07 0105 49 6).